# Hermann Jahn (Biologe)
Hermann Theodor Jahn (* 21. Dezember 1911 in Schlebusch; † 19. Juli 1987) war ein deutscher Lehrer, Ornithologe und Mykologe. Sein offizielles botanisches Autorenkürzel lautet „H.Jahn“.

## Leben
Jahn studierte von 1930 bis 1937 Sprach- und Naturwissenschaften an der Universität zu Köln und der Christian-Albrechts-Universität zu Kiel und hielt sich anschließend bis 1941 in Japan auf, wo er an der deutschen Schule in Kōbe als Lehrer unterrichtete. In Japan erforschte er auch die dortige Vogelwelt und promovierte 1941 bei Erwin Stresemann und Adolf Remane mit einer Arbeit über dieses Arbeitsfeld.
Nach seiner Rückkehr aus Japan war er am Auswärtigen Amt sowie in der Presseabteilung der deutschen Gesandtschaft in Stockholm angestellt. Nach 1945 trat er in den Schuldienst ein und unterrichtete unter anderem an Gymnasien in Opladen, Recklinghausen und Detmold.
Nach 1945 profilierte er sich auch als Mykologe. Seine Forschungsergebnisse hat er vor allem in Arbeiten zur Floristik, Systematik und Ökologie von Makromyzeten, insbesondere der Polyporaceae publiziert. Außerdem hat er populärwissenschaftliche Bücher zu Pilzen veröffentlicht. Jahn gab die über den deutschen Sprachraum hinaus bekannten Westfälischen Pilzbriefe heraus, die zwischenzeitlich auch online verfügbar sind. Im Übrigen hat Jahn auch zahlreiche Pilze in Bildern dargestellt.

## Schriften
- Schriftenverzeichnis, darunter auch pdf zu den „Westfälischen Pilzbriefen“ (PDF; 76 kB)

### Auswahl
- Zur Oekologie und Biologie der Vögel Japans. 1941.
- Pilze rundum. Ein Taschenbuch zum Bestimmen und Nachschlagen von rund 500 einheimischen Pilzarten. Park-Verlag, Hamburg 1949.
- (Mitarbeit / Text für den pilzkundlichen Teil): Pilzkochbuch. Der praktische Pilzführer. Bearbeitet von der Versuchsküche der Firma Dr. August Oetker, Bielefeld. Ceres-Verlag Oetker, Bielefeld 1963.
- Wir sammeln Pilze. Zeichnungen: Betty Kothe-Marxmeier. Bertelsmann, Gütersloh 1964 / Europäischer Buch- u. Phonoklub, Stuttgart 1968.
- Mitteleuropäische Porlinge (Polyporaceae s. lato) und ihr Vorkommen in Westfalen (unter Ausschluss der resupinaten Arten). Westfäl. Pilzbriefe, Heiligenkirchen/Detmold 1964.
- Mitteleuropäische Porlinge und ihr Vorkommen in Westfalen. Cramer, Lehre 1970.
- mit Josef Poelt: Mitteleuropäische Pilze.
- Pilze, die an Holz wachsen. Busse, Herford 1979; ISBN 3-87120-853-1.
- Pilze rundum. Ein Taschenbuch zum Bestimmen und Nachschlagen von rund 500 einheimischen Pilzarten. Koeltz, Königstein 1979.
- Die resupinaten Phellinus-Arten in Mitteleuropa. Mit Hinweisen auf die resupinaten Inonotus-Arten u. Poria expansa (Desm.) (= Polyporus megaloporus Pers.). Cramer, Vaduz 1981, ISBN 3-7682-1307-2.
- Pilze an Bäumen. Patzer, Berlin 1990.
- Pilze an Bäumen. Lebensweise, Schadwirkung und Bestimmungsmerkmale der häufigsten Pilzarten in totem Holz und lebenden Bäumen. Überarbeitet von Hermann Reinartz und Michael Schlag. Patzer, Berlin, Hannover 2005; ISBN 3-87617-111-3.